# Mansfield Woodhouse
Mansfield Woodhouse är en ort i Mansfield, Storbritannien. Den ligger i grevskapet Nottinghamshire och riksdelen England, i den sydöstra delen av landet, 200 km norr om huvudstaden London. Mansfield Woodhouse ligger 88 meter över havet och antalet invånare är 18 330.
Terrängen runt Mansfield Woodhouse är platt. Runt Mansfield Woodhouse är det mycket tätbefolkat, med 1 177 invånare per kvadratkilometer. Närmaste större samhälle är Mansfield, 3,5 km söder om Mansfield Woodhouse. Runt Mansfield Woodhouse är det i huvudsak tätbebyggt.